# ۳۱ ژانویه
۳۱ ژانویه در تقویم گرگوری، سی و یکمین روز سال است. ۳۳۴ روز (در سال‌های کبیسه ۳۳۵روز) تا پایان سال باقی است.

## رویدادها
- ۳۱۴ - سیلوستر یکم، بعد از میلتیادس، پاپ کلیسای کاتولیک می‌شود.
- ۱۵۰۴ - فرانسه ناپل را به آراگون تسلیم می‌کند.
- ۱۶۰۶ - توطئه باروت: گای فاکس برای توطئه علیه پارلمان و پادشاه جیمز یکم انگلستان اعدام می‌شود.
- ۱۸۶۵ - جنگ داخلی آمریکا: کنگره ایالات متحده آمریکا اصلاحیه سیزدهم قانون اساسی ایالات متحده را ایجاد کرده و برده‌داری را ممنوع می‌کند.
- ۱۸۹۱ - برای اولین بار در تاریخ پرتغال در شهر شمالی پورتو انقلاب جمهوری خواهانه به پا شد.
- ۱۹۱۵ - قوای آلمانی برای اولین بار در مقیاس گسترده در نبرد بالیموف علیه قوای روس از گازهای سمی استفاده کردند.
- ۱۹۲۹ - اتحاد جماهیر شوروی سوسیالیستی لئون تروتسکی را تبعید می‌کند.
- ۱۹۴۲ - جنگ جهانی دوم: نیروهای متفقین از ژاپنی‌ها در نبرد مالایا شکست خورده و به جزیره سنگاپور می‌گریزند.
- ۱۹۴۳ - جنگ جهانی دوم: فرمانده آلمانی، فریدریش پائولوس، توسط نیروهای ارتش سرخ در استالینگراد محاصره می‌شود.
- ۱۹۴۴ - جنگ جهانی دوم: نیروهای آمریکایی بر روی کواجالین و دیگر جزایر تحت قدرت ژاپنی‌ها فرود می‌آیند.
- ۱۹۴۵ - سرباز وظیفه ادی اسلوویک به عنوان اولین نف (و آخرین نفر) پس از جنگ داخلی آمریکا به اتهام فرار از خدمت در ارتش آمریکا اعدام شد.
- ۱۹۴۶ - با تصویب قانون اساسی جدید یوگسلاوی این کشور با مدل برداری از شوروی به شش جمهوری تقسیم شد. (بوسنی و هرزگووین، کرواسی، مقدونیه، مونتنگرو، صربستان و اسلوونی)
- ۱۹۵۰ - هری ترومن، رئیس‌جمهور ایالات متحده آمریکا، برنامه تولید بمب هیدروژنی را اعلام می‌کند.
- ۱۹۵۳ - در اثر طوفان در دریای شمال ۱۸۳۶ تن در هلند، ۳۰۷ تن در انگلستان، ۲۸ در بلژیک، ۱۹ تن در اسکاتلند و ۳۶۱ تن در میان دریا کشته شدند. همچنین ۹ درصد از کل اراضی کشاورزی هلند نیز نابود شد.
- ۱۹۵۷ - در اثر برخورد دو هواپیمای داگلاس دی سی-۷ و نورتراپ اف-۸۹ اسکورپین بر فزار یک دبیرستان در لوس آنجلس ۷ نفر روی زمین کشته و ۷۸ تن زخمی شدند. یک نفر نیز در اثر شدت جراحات چند روز بعد درگذشت.
- ۱۹۵۸ - اکسپلورر ۱، اولین ماهواره موفق آمریکایی، به مدار پرتاب می‌شود.
- ۱۹۵۸ - جیمز ون آلن کمربند وان آلن را کشف می‌کند.
- ۱۹۶۶ - اتحاد جماهیر شوروی سوسیالیستی فضاپیمای بدون سرنشین لونا ۹ را پرتاب می‌کند.
- ۱۹۶۸ - ویت کنگ به سفارتخانه آمریکا در هوشی‌مین و دیگر شهرها حمله کرده و بعدها در حمله عید تت گردهم می‌آیند.
- ۱۹۶۸ - نائورو از استرالیا استقلال میابد.
- ۱۹۷۱ - برنامه فضایی آپولو: آپولو ۱۴، فضانوردان آلن شپارد، اسوارت روسا و ادگار میچل سوار بر ساترن ۵، به ماه پرتاب می‌شود.
- ۱۹۹۰ - اولین شعبه مک‌دونالدز در مسکو، اتحاد جماهیر شوروی سوسیالیستی افتتاح می‌شود.
- ۱۹۹۵ - بیل کلینتون رئیس‌جمهور وقت ایالات متحده با پرداخت وام ۲۰ میلیارد دلاری به مکزیک برای ثبات بخشی به اقتصاد این کشور موافقت کرد.
- ۱۹۹۶ - در اثر حمله یک کامیون بمب‌گذاری شده به ساختمان بانک مرکزی سری لانکا در کلمبو پایتخت این کشور حداقل ۴۴ تن کشته و بالغ بر ۱۴۰۰ نفر دیگر زخمی شدند.
- ۲۰۰۰ - در اثر سانحه در هواپیمای مک‌دانل داگلاس ام‌دی-۸۰ پرواز ۲۶۱ هواپیمایی آلاسکا ایرلاینز بر فراز سواحل کالیفورنیا در اقیانوس آرام همه ۸۸ سرنشین هواپیما شامل ۵ خدمه و ۸۳ مسافر (۱ مکزیکی، یک انگلیسی و ۸۱ آمریکایی) کشته شدند.
- ۲۰۰۳ - در اثر خروج قطار از ریل در پی حمله قلبی راننده آن در واترفال ایالت نیو ساوت ولز استرالیا راننده و شش نفر در قطار (مجموعا هفت نفر) کشته شدند.
- ۲۰۰۹ - در اثر حریق در یک چاه نفتی در شهر مولو در غرب کنیا دست کم ۱۱۳ نفر جان باخته و بیش از ۲۰۰ تن دیگر زخمی شدند.
- ۲۰۱۰ - فیلم سینمایی آواتار اولین فیلمی در تاریخ می‌شود که بیش از ۲ میلیارد دلار در سراسر جهان بفروش می‌رساند.
- ۲۰۱۱ - یک طوفان زمستانه که برای دومین بار در یک ماه ایالات متحده و کانادا را درنوردید، ۱٫۸ میلیارد دلار خسارت و ۲۴ کشته در این دو کشور به ارمغان آورد.
- ۲۰۱۳ - در اثر انفجار در برج پمکس اکسکیوتیو در شهر مکزیکوسیتی پایتخت کشور مکزیک دست کم ۳۳ تن کشته و بیش از ۱۰۰ نفر دیگر زخمی شدند.
- ۲۰۱۸ - وقوع ماه‌گرفتگی ژانویه ۲۰۱۸

## زادروزها
- ۱۵۴۳ - توکوگاوا ایه‌یاسو (م. ۱۶۱۶)
- ۱۷۳۴ - رابرت موریس (م. ۱۸۰۶)
- ۱۷۵۲ - گاورنر موریس (م. ۱۸۱۶)
- ۱۷۶۱ - ویلسون کری نیکولاس (م. ۱۸۲۰)
- ۱۷۹۷ - فرانتس شوبرت آهنگساز برجستهٔ آلمان (م. ۱۸۲۸)

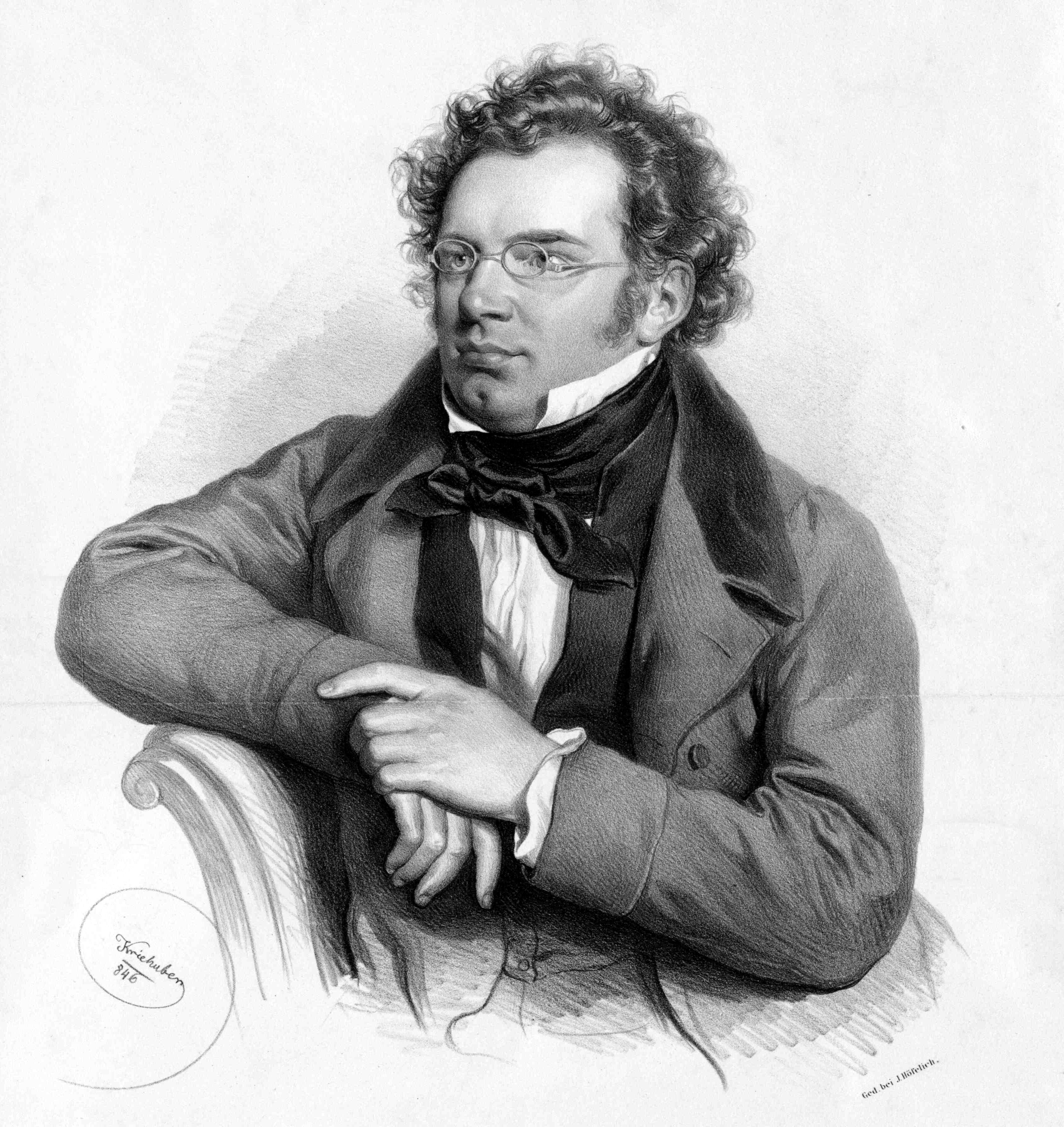
فرانتس شوبرت

- ۱۸۲۰ - ویلیام بی. واشبرن (م. ۱۸۸۷)
- ۱۸۳۰ - جیمز جی. بلین (م. ۱۸۹۳)
- ۱۸۶۸ - تئودور ویلیام ریچاردز (م. ۱۹۲۸)
- ۱۸۶۹ - ارواین لنروت (م. ۱۹۴۹)
- ۱۸۸۱ - ایروینگ لانگمویر (م. ۱۹۵۷)
- ۱۸۸۴ - محمدامین رسول‌زاده (م. ۱۹۵۵)
- ۱۸۹۳ - فریا استارک (م. ۱۹۹۳)
- ۱۹۰۳ - ایوار یوانسون (م. ۱۹۷۹)
- ۱۹۰۵ - انریکو کولومباری (م. ۱۹۸۳)
- ۱۹۰۸ - آتاهوآلپا یوپانکی (م. ۱۹۹۲)
- ۱۹۱۹ - مرتضی مطهری (م. ۱۹۷۹)
- ۱۹۲۳ - نورمن میلر (م. ۲۰۰۷)
- ۱۹۲۹ - جین سیمونز (م. ۲۰۱۰)
- ۱۹۲۹ - رودولف لودویگ موسباور (م. ۲۰۱۱)
- ۱۹۳۵ - کنزابورو اوئه
- ۱۹۳۷ - فیلیپ گلس آهنگ‌ساز آمریکایی

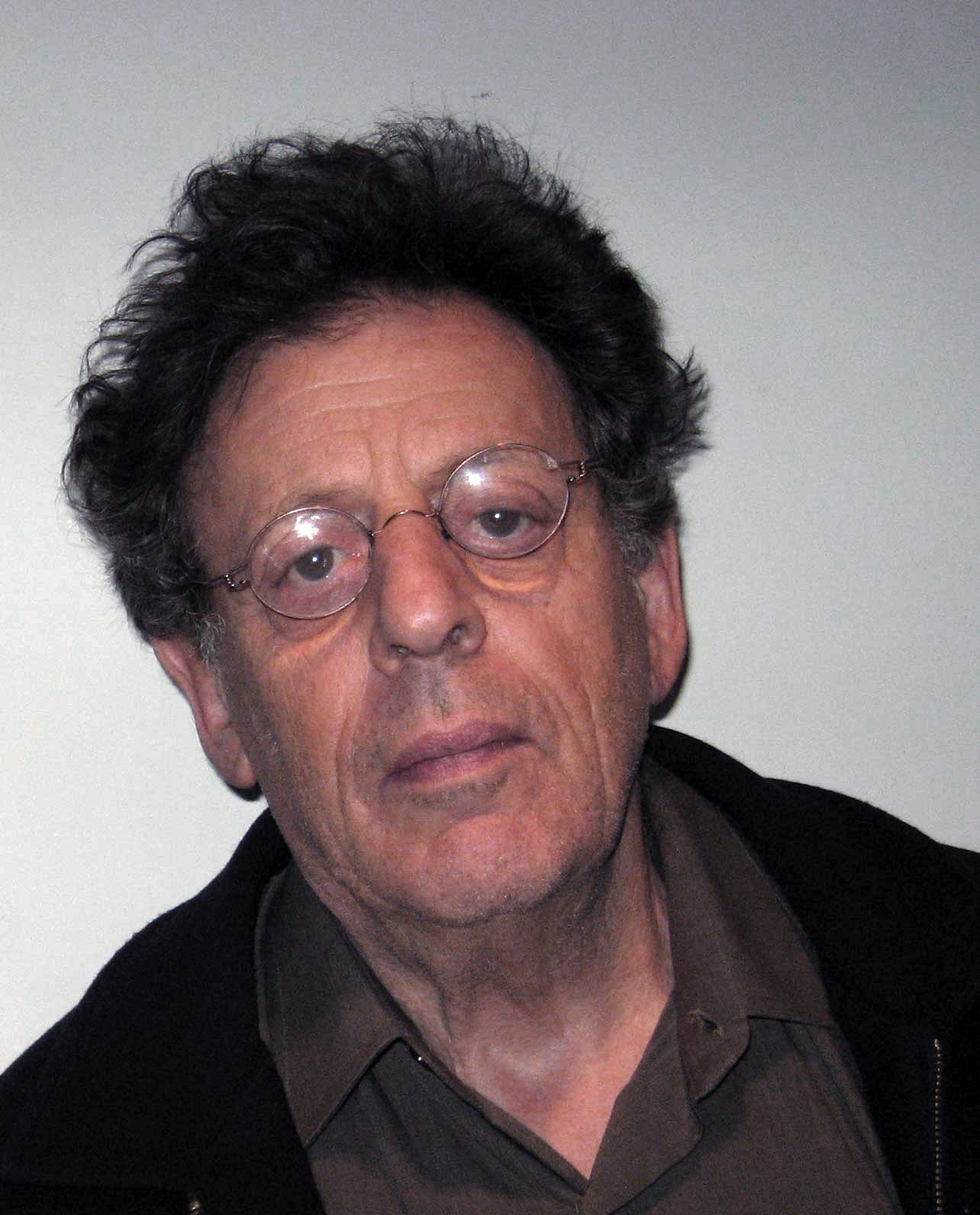
فیلیپ گلس

- ۱۹۳۷ - هلکه زاندر فیلمساز، روزنامه‌نگار و یکی از چهره‌های برجسته جنبش فمینیستی آلمانی
- ۱۹۳۸ - بئاتریکس هلند
- ۱۹۴۱ - جسیکا والتر
- ۱۹۴۴ - سپارتاکو لاندینی
- ۱۹۴۶ - داچ روپرسبرگر
- ۱۹۴۷ - جاناتان بانکز بازیگر سینما و تلویزیون آمریکایی

- ۱۹۵۱ - فیل مانزانرا
- ۱۹۵۶ - جان لایدن
- ۱۹۵۶ - خودو فان روسوم

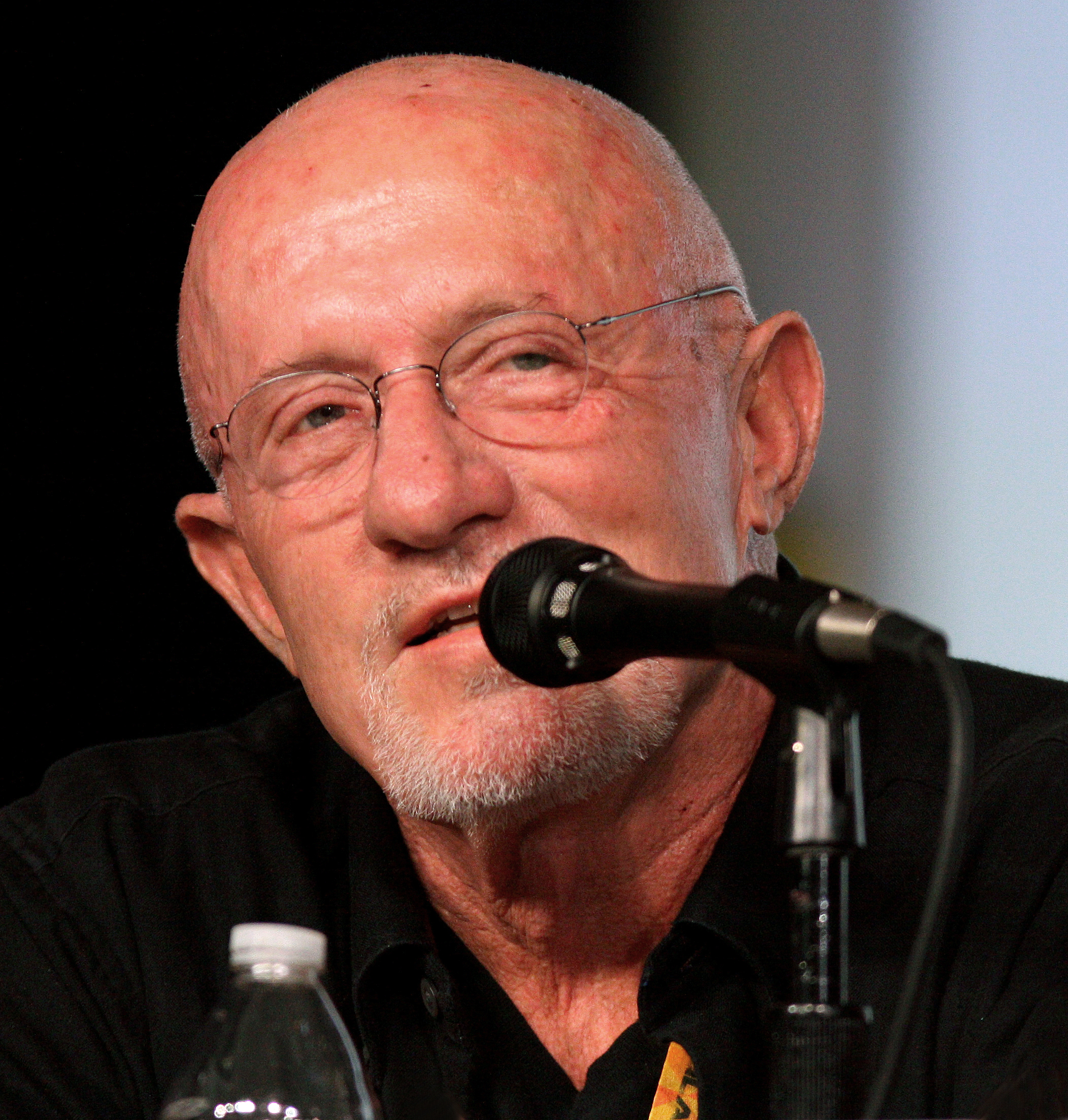
جاناتان بانکز

- ۱۹۵۷ - شرلی باباشوف شناگر آمریکایی
- ۱۹۵۹ - آنتونی لاپالیا
- ۱۹۶۲ - الکسی میلر
- ۱۹۶۴ - جف هنمن (م. ۲۰۱۳)
- ۱۹۶۶ - مولر
- ۱۹۶۷ - چد چنینگ نوازندهٔ درامز آمریکایی
- ۱۹۶۹ - بیل هویزنگا
- ۱۹۷۱ - لی یونگ آئه
- ۱۹۷۳ - پورشه د روسی
- ۱۹۷۵ - پریتی زینتا
- ۱۹۷۶ - ترایانوس دلاس
- ۱۹۷۸ – فابین کابایرو، بازیکن فوتبال اهل آرژانتین
- ۱۹۸۲ - هلنا پاپارازیو
- ۱۹۸۳ - اوبینا
- ۱۹۸۳ - فابیو کواجلیارلا
- ۱۹۸۴ - آلساندرو روسینا
- ۱۹۸۴ - جرمی وارینر
- ۱۹۸۵ - تولیو دی میلو
- ۱۹۸۷ - دیمیتری ایلینیخ بازیکن تیم ملی والیبال روسیه

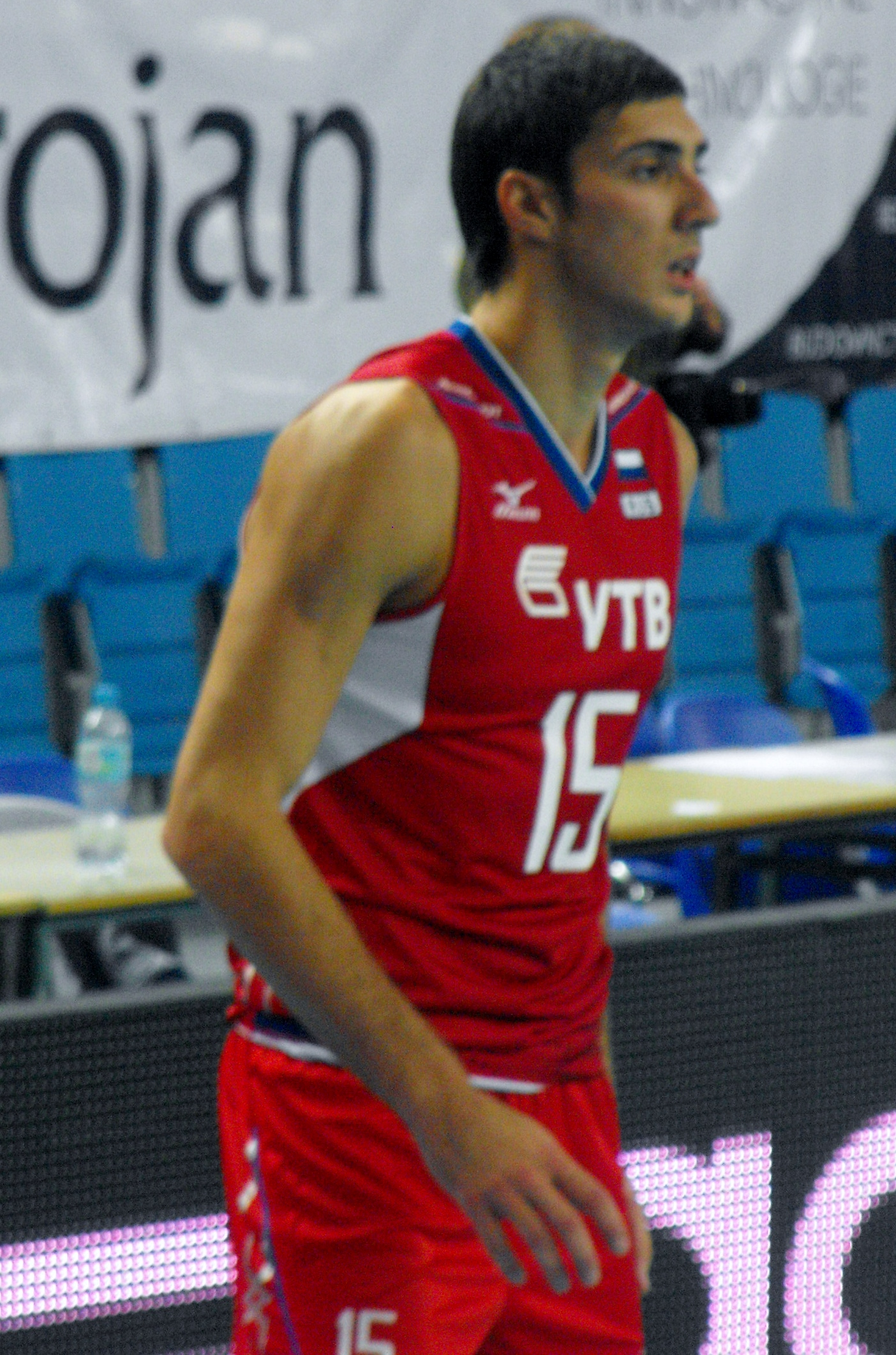
دیمیتری ایلینیخ

- ۱۹۸۸ - ایوا اولگرن
- ۱۹۸۹ - جاستین تیمبرلیک
- ۱۹۹۰ - کرو
- ۱۹۹۱ - گرگ کانینگهام
- ۱۹۹۴ - زیلک لیپوک

## مرگ‌ها
- ۱۱۰۵ - ابن ابی‌صقر واسطی نویسنده و شاعر عربی عراقی
- ۱۴۳۵ - شوان‌دو (ت. ۱۳۹۹)
- ۱۵۶۱ - محمد بیرام خان‌خانان (ت. ۱۵۰۱)
- ۱۶۰۶ - گای فاکس (ت. ۱۵۷۰)
- ۱۶۸۶ - ژان مره (ت. ۱۶۰۴)
- ۱۸۶۶ - فریدریش روکرت (ت. ۱۷۸۸)
- ۱۸۸۸ - جان بوسکو (ت. ۱۸۱۵)
- ۱۸۹۲ - چارلز اسپورگئون (ت. ۱۸۳۴)
- ۱۹۲۷ - سیبیل بور شناگر اهل کشور ایالات متحده آمریکا (ت. ۱۹۰۳)
- ۱۹۳۳ - جان گالزورثی (ت. ۱۸۶۷)
- ۱۹۳۷ - مارگریت اودو نویسنده قرن نوزدهم میلادی اهل فرانسه (ت. ۱۸۶۳)
- ۱۹۴۴ - توماس دبلیو. هاردویک (ت. ۱۸۷۲)
- ۱۹۴۴ - ژان ژیرودو (ت. ۱۸۸۲)
- ۱۹۴۶ - هانس لوریتس (ت. ۱۸۹۵)
- ۱۹۵۴ - ادوین هاوارد آرمسترانگ (ت. ۱۸۹۰)
- ۱۹۵۴ - ویویان وودورد (ت. ۱۸۷۹)
- ۱۹۶۷ - اسکار فیشینگر انیماتور، فیلمساز و نقاش آبستره آلمانی (ت. ۱۹۰۰)
- ۱۹۶۹ - مهربابا (ت. ۱۸۹۴)
- ۱۹۷۳ - راگنار فریش (ت. ۱۸۹۵)
- ۱۹۷۶ - اورت توب (ت. ۱۸۹۰)
- ۱۹۸۱ - ویلیام گوپالاوا (ت. ۱۸۹۷)
- ۱۹۹۰ - رشاد خلیفه (ت. ۱۹۳۵)
- ۱۹۹۹ - باریش مانچو (ت. ۱۹۴۳)
- ۲۰۰۱ - گوردون آر. دیکسون (ت. ۱۹۲۳)
- ۲۰۰۴ - النور هولم (ت. ۱۹۱۳)
- ۲۰۰۶ - جورج کووال (ت. ۱۹۱۳)
- ۲۰۲۱ – آبراهام جی. تورسکی، روان‌پزشک، مرجع دینی و پژوهشگر آیین یهودیت اسرائیلی-آمریکایی (ت. ۱۹۳۰)

## اعیاد و مراسم‌ها
- روز استقلال کشور نائورو